# Weißbrauenkuckuck

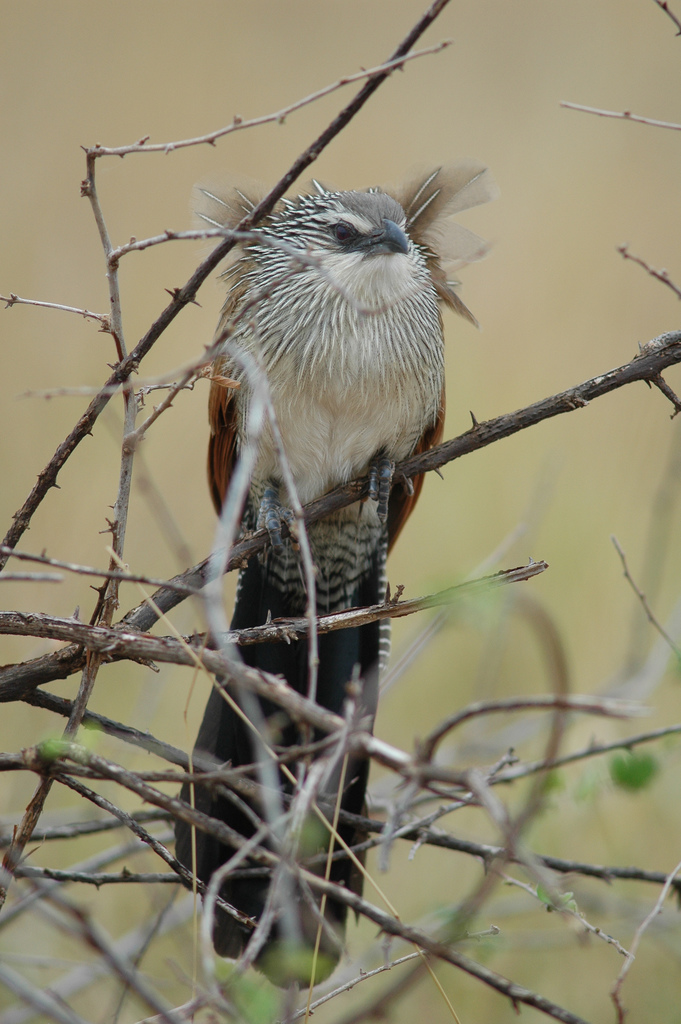
Weißbrauenkuckuck, Jungvogel

Der Weißbrauenkuckuck (Centropus superciliosus) ist ein Vogel aus der Gattung der Spornkuckucke (Centropus).
Der Vogel kommt in Subsahara-Afrika vor von Angola, Norden Namibias, Sambia, Simbabwe, Mosambik bis Äthiopien, Sudan und den Jemen.
Der Lebensraum umfasst dicht bewachsene Flussränder, dichtes Gebüsch, feuchte Lebensräume, hohes Gras, Sümpfe, Schilf und ehemals bewirtschaftete Felder sowie baumbestandene Gärten bis 2200 – 2800 m Höhe.
Der Artzusatz kommt von lateinisch supercilium ‚Augenbraue‘.

## Merkmale
Diese Art ist 36 bis 42 cm groß und wiegt 145 bis 210 g, das Männchen etwa 160, das Weibchen 180 g.
Das Männchen hat einen dunkelbraunen Kopf mit charakteristischem breitem weißen Überaugenstreif, breiter schwarzer Augenstreif, Nacken bis Mantel ist schwärzlich mit kräftigen weißlichen Streifen, der Rücken rotbraun. Der lange mächtige Schwanz ist Schwarzbraun mit grünlich-schwarzem Schimmer, die Flügeldecken sind kastanienbraun. Die Unterseite ist weißlich, gestreift und dunkel gebändert, die Brust hat cremig gelbliche bis weißliche Härchen. Die Iris ist rot, der Schnabel schwarz, die Beine sind schwarz oder blaugrau. Das Weibchen ist größer.
Jungvögel sind gelbbraun gestreift an Kopf und Nacken, der Überaugenstreif ist weniger ausgeprägt, Flügel und Schwanz sind gelbbraun gebändert, die Unterseite gelbbraun, die Iris wird rot, sobald der Schwanz gewachsen ist.

## Geografische Variation
Es werden folgende Unterarten anerkannt:
- C. s. superciliosus Hemprich & Ehrenberg, 1829, Nominatform – südwestl. Arabien, Sokotra, östl. Sudan bis westl. Somalia, nördliches, zentrales und östliches Kenia, nordöstl. Uganda und nordöstl. Tansania, schließt C. s. Sokotrae mit ein.
- C. s. loandae C. H. B. Grant, 1915 – Uganda und südwestl. Kenia bis nördl. Simbabwe, Botswana und Angola

BirdsoftheWorld führt als weitere Unterarten an:
- C. s. burchellii Swainson, 1838, – Ost-Botswana, Südost-Simbabwe und Süd-Malawi, nach Süden bis in den Osten und Süden von Südafrika. Eventuell erfolgt die Anerkennung als eigenständige Art, so in der IOC World Bird List.[7]
- C. s. fasciipygialis Reichenow, 1898, – Extremer Südosten von Tansania (einschließlich der Insel Mafia), Ost-Simbabwe und Mosambik (im Süden bis nach Beira). Wurde ursprünglich als Variante von C. s. burchellii angesehen, aber als unterschiedlich akzeptiert.[8]

## Stimme
Der Ruf des Männchens ist eine rasche eilige Folge von abfallenden Lauten und wird als plätscherndes „boo-boo-boo-boo“ beschrieben abfallend, langsamer und gegen Ende wieder höher werdend.

## Lebensweise
Die Nahrung besteht aus Insekten, Spinnentiere, Schnecken, Echsen, Schlangen, Froschlurchen, Mäusen und kleinen Vögeln, Küken und Eiern, die im Gras, Gebüsch und bei Buschbränden gesucht werden. Die Art gilt als monogam und ortsständig.
Die Brutzeit liegt zwischen März und Juni in Äthiopien, vornehmlich in der Regenzeit in Kenia, zwischen Dezember und Februar in Sambia, Oktober bis März in Malawi, zwischen September und Februar im südlichen Afrika. Das Nest ist tief und schalenförmig in dichter Vegetation.
Das Gelege besteht aus 3 bis 5 weißen Eiern, die über 14 Tage ausgebrütet werden. Obwohl volkstümlich mit dem Kuckucksvogel die Annahme verbreitet ist, dass dieser seine Eier in fremde Nester legt und dort ausbrüten und die Jungen aufziehen lässt, trifft dieses Verhalten auf den Weißbrauenkuckuck nicht zu.

## Gefährdungssituation
Der Bestand gilt als nicht gefährdet (Least Concern).